# Paxton Pomykal
Paxton Jones Pomykal (Lewisville, Texas, Estados Unidos; 17 de diciembre de 1999) es un futbolista estadounidense. Juega como centrocampista y su equipo actual es el F. C. Dallas de la Major League Soccer.

## Clubes
| Club         | País           | Año         |
| ------------ | -------------- | ----------- |
| F. C. Dallas | Estados Unidos | 2016 - Act. |